# Rex Gildo
Rex Gildo, egentligen Ludwig Franz Hirtreiter, född 1936 i Straubing, död 1999, var en tysk schlagersångare och filmskådespelare som hade sina största framgångar under 1960- och 1970-talet. Gildo som egentligen hette Ludwig Franz Hirtreiter, tog sitt första artistnamn Alexander Gildo under 1950-talet. Det blev senare Rex Gildo. 
Han utbildade sig till skådespelare vid Otto Falckenbergskolan i München. Han tog också dans- och sånglektioner under flera år, vilket lönade sig då Gildo ansågs vara en av de bästa på att dansa inom tysk schlager. Gildo började sin teaterkarriär 1956 med föreställningen Peterchens Mondfahrt på kammarspelen i München. Året därpå 1957, fick han sin första lilla roll i filmen Immer wenn der Tag beginnt. 
1961 tog han på sig rollen som Freddy i den tyska versionen av musikalen "My Fair Lady" som hade premiär i Berlin. Gildos stora genombrott kom 1962 med låten  "Speedy Gonzales" som blev en stor hit. 
Därefter följde ytterligare hits som Goodbye Susanna (1965) och Fiesta Mexicana (1972). Han hade också stora framgångar med duetter tillsammans med Gitte Henning under namnet Gitte & Rex. Han har sålt över 25 miljoner skivor och medverkade i över 30 filmer.
Gildo gjorde sitt sista offentliga framträdande den 23 oktober 1999 i en möbelaffär inför 3 000 besökare. På kvällen samma dag föll han ut från ett fönster på andra våningen i sin lägenhet i München. Han dog tre dagar senare av inre skador. Utifrån omständigheterna och vittnesuppgifter antog utredarna att det rörde sig om ett självmord, även om de aldrig helt kunde utesluta att det var en tragisk olycka. 